# Victor Nyst
Mathieu Victor ("Victor") Nyst, ook Victor Matthias Nyst of Matthëus Victor Nijst (Maastricht, 6 januari 1820 - Maastricht, 24 juni 1882), was een Nederlands jurist en politicus.

## Biografische schets
Victor Nyst was een telg uit het uitgebreide, deels welgestelde geslacht Nyst (of Nijst) in Maastricht. Hij werd geboren als tiende kind (een nakomertje) van Pierre Dominique Nyst (Petrus Dominicus Nijst) (1768-1843?), koopman te Maastricht, en Maria Sibilla Helgers (1774?-1851), geboren te Sittard. Zijn oudste zuster Maria Gertrudis Nijst (1798-1856) huwde in 1823 met de latere burgemeester van Maastricht, Jacques Pascal Wijnandts (1797-1855). Zijn moeder kocht in 1843 het goed Terlinden in Wijnandsrade, dat in 1854 in bezit kwam van Victor.
Nyst studeerde van 1842 tot 1846 rechten aan de Universiteit Leiden. In 1846 promoveerde hij aan die universiteit op een dissertatie getiteld De munere proxenetarum ("Over de rol van pooiers"). Na zijn studie keerde hij terug naar de Limburgse hoofdstad, waar hij in 1847 trouwde met Maria Johanna Hubertina Tielens. Nyst was in Maastricht werkzaam als advocaat en later rechter. Hij was tevens geruime tijd lid van Provinciale Staten van Limburg.
Nyst was korte tijd Tweede Kamerlid voor het district Maastricht als opvolger van de (zwijgende) jhr. G.E.F.X.M. Kerens de Wylré. Ongeveer een maand na diens overlijden werd hij bij een tussentijdse verkiezing in het hoofdkiesdistrict Maastricht op 3 februari 1880 gekozen. Op 26 februari werd hij geïnstalleerd. Hij was te kort lid om veel indruk te maken. In 1880 stemde hij samen met Des Amorie van der Hoeven als enige katholieken tegen de herinvoering van de doodstraf.